# Грюнебах
Грюнебах (нім. Grünebach) — громада в Німеччині, розташована в землі Рейнланд-Пфальц. Входить до складу району Альтенкірхен. Складова частина об'єднання громад Бецдорф.
Площа — 2,50 км2. Населення становить 508 ос. (станом на 31 грудня 2020).